# Megaelosia goeldii
Megaelosia goeldii är en groddjursart som först beskrevs av Baumann 1912.  Megaelosia goeldii ingår i släktet Megaelosia och familjen Hylodidae. IUCN kategoriserar arten globalt som livskraftig. Inga underarter finns listade i Catalogue of Life.